# Karl-Heinz Schnellinger
Karl-Heinz Schnellinger, född 31 mars 1939 i Düren, Nordrhein-Westfalen, död 20 maj 2024 i Milano, Italien, var en tysk fotbollsspelare (back) som tävlade för Västtyskland i landslagssammanhang under sin aktiva karriär. Han var en av de främsta försvararna under 1960-talet med stora framgångar med klubblagen 1. FC Köln och AC Milan samt det västtyska landslaget. 1970 blev Schnellinger tillsammans med Uwe Seeler den förste tyske spelaren att delta i fyra VM-turneringar. 1962 kom Schnellinger trea i omröstningen om europeiska Guldbollen.

## Meriter
- VM: 1958, 1962, 1966, 1970
  - VM-brons 1970
  - VM-silver 1966
  - VM-kvartsfinal 1962
  - VM-semifinal 1958

## Klubbar
- 1. FC Köln
- AC Mantova
- AS Roma
- AC Milan
- Tennis Borussia Berlin